# Confidenza (film)
Confidenza è un film drammatico-thriller del 2024, co-scritto e diretto da Daniele Luchetti, basato sull'omonimo romanzo del 2019 di Domenico Starnone.
Il film è stato presentato in concorso all'IFFR - International Film Festival Rotterdam nella sezione "Big Screen". Il film è stato accolto con recensioni miste dalla critica cinematografica, che ne ha apprezzato principalmente l'interpretazione di Rosellini e Germano, ottenendo cinque candidature ai Nastri d'argento e vincendo due Globi d'oro.

## Trama
Pietro Vella è uno stimato professore di un liceo nella periferia di Roma. Fra le sue studentesse c'è la bravissima Teresa. Dopo la maturità, Teresa decide di non continuare con l'università e con la facoltà di matematica, ma di lavorare come cameriera in un'osteria. Quando Pietro lo scopre, va da Teresa per farla riflettere e farle cambiare idea, vista la sua intelligenza. Pietro riesce a convincerla a riprendere gli studi e tra loro nasce una storia d'amore.
Un giorno, si confessano un segreto che non hanno mai confidato a nessuno. Da quel momento, Teresa, molto turbata, si allontana e sparisce da Pietro. 
Qualche anno dopo, Pietro sposa la collega di matematica Nadia, donna insicura in cerca della sua strada.
Teresa, invece, dopo che si è trasferita a Boston, diventerà un nome e un cognome (Teresa Quadraro) noto in tutto il mondo per le sue scoperte nel campo della Matematica. 
Divisi dalla vita, ma, al contempo, uniti da un 'prima': quel momento, durato una manciata di secondi, in cui si sono rivelati reciprocamente un segreto fino ad allora inconfessabile. Con la differenza che quello che rischierebbe di più, qualora venisse rivelato, è Pietro.

## Produzione
Nel febbraio 2023 Variety ha annunciato che il nuovo progetto cinematografico di Luchetti sarebbe stato prodotto da Indiana Production e Vision Distribution. Il budget del film è stato di 6.267.405 euro.
 Il film è stato girato tra Roma e Torino. In un'intervista al Cinematografo Luchetti ha raccontato il rapporto con Starnone e la scelta di produrre un film sul romanzo:

## Colonna sonora
La colonna sonora del film è stata curata dal cantautore britannico Thom Yorke. La colonna sonora vede la partecipazione della London Contemporary Orchestra e di un ensemble jazz che comprende il batterista Tom Skinner e il sassofonista Robert Stillman, che hanno entrambi suonato con la band di Yorke, gli Smile. L'album della colonna sonora è stato pubblicato il 26 aprile 2024 dalla XL Recordings.

## Distribuzione
Il film è stato distribuito nelle sale cinematografiche italiane a partire dal 24 aprile 2024, in una versione revisionata e di qualche minuto più breve rispetto a quella presentata nel gennaio 2024 all'IFFR - International Film Festival Rotterdam, nella sezione “Big Screen”.

## Promozione
Il primo trailer del film è stato diffuso il 27 marzo 2024.

## Accoglienza

### Incassi
Confidenza nel primo weekend di distribuzione ha incassato 700766 €. A fronte di un budget di 6267405 €, al 10 maggio 2024 il film ha incassato 1570161 €.

### Critica
Il film è stato accolto con recensioni miste da parte della critica cinematografica.
Giancarlo Zappoli di MYmovies.it assegna al film 4 stelle su 5, scrivendo che la regia è «molto abile nel non cadere nelle trappole narrative made in USA» riuscendo a dare «la rappresentazione fisica della cattiva coscienza di Pietro», dando «la più completa maturazione» del rapporto tra Luchetti e Starnone. Carola Proto di Comingsoon.it scrive che il film rappresenta «efficacemente il contenuto e soprattutto il non detto, ciò che resta sullo sfondo», anche attraverso «epifanie di morte» che «rendono il film disturbante e perfino ambiguo». La giornalista riporta che nel film si presenta l'immagine dell'essere umano come «un individuo egoriferito, intossicato dal narcisismo e convinto di essere un impostore», apprezzando la capacità attoriale di Germano e Rosellini, descrivendo quest'ultima «un’attrice che viene dal teatro ed è abituata a lavorare sulle emozioni».
Nella recensione per The Hollywood Reporter Roma Manuela Santacatterina afferma che il progetto «segna il punto finora più alto della carriera di Luchetti che riesce a gestire un materiale narrativo stratificato e complesso» dando il «ritratto dell’uomo contemporaneo», assimilabile a quelli scritti ne La metamorfosi di Franz Kafka e ne La coscienza di Zeno di Italo Svevo. Santacatterina riporta infatti che «Confidenza è un film che costringe a pensare, dubitare, ipotizzare», che tuttavia «senza più coordinate, [il film] è destinato a muovere scompostamente le braccia all’aria cercando, invano, di aggrapparsi ad un appiglio».
Gianluca Arnone del Cinematografo, lo definisce un film mediocre il cui «limite probabilmente è che non fa nulla per piacere», e in cui «l’empatia della vita interiore» non è rappresentata a favore «dell’esteriorità piattamente elegante del visivo che fa pendant con il carattere ributtante del personaggio».

## Riconoscimenti
- 2025 – David di Donatello
  - Candidatura al miglior compositore a Thom Yorke
  - Candidatura alla miglior canzone originale a Knife Edge (musica, testo e interpretazione di Thom Yorke)

- 2024 - Nastro d'argento
  - Candidatura al miglior film
  - Candidatura alla migliore sceneggiatura a Daniele Luchetti e Francesco Piccolo
  - Candidatura al miglior sonoro in presa diretta a Carlo Missidenti
  - Candidatura al migliore attore protagonista a Elio Germano
  - Candidatura alla migliore attrice protagonista a Federica Rosellini

- 2024 – Globo d'oro[26]
  - Miglior attore a Elio Germano
  - Miglior sceneggiatura a Daniele Luchetti e Francesco Piccolo
  - Candidatura alla miglior attrice a Federica Rosellini.